# Triana en directo
Triana en directo es un disco en vivo del grupo español Triana, lanzado en 1989, seis años después de la disolución del grupo.
Con un sonido técnicamente deficiente, el álbum refleja parte de un concierto ofrecido por la banda en el Parque de Atracciones de Madrid el 31 de mayo de 1981.
Este material fue reeditado en CD bajo el título de Concierto básico en 1994.

## Lista de canciones

### Lado A
1. «Recuerdos de una noche»
2. «Tu frialdad»
3. «Una vez»

### Lado B
1. «En el lago»
2. «Corre»
3. « Abre la puerta»